# Верхоторский сельсовет
Верхоторский сельсовет — муниципальное образование в Ишимбайском районе Башкортостана.

## История

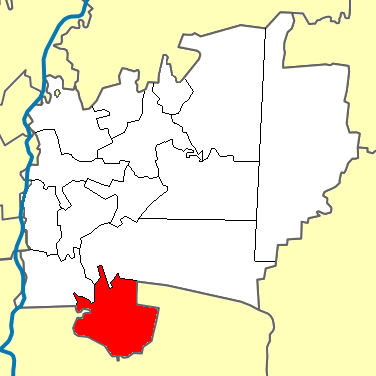
Верхоторский сельсовет на карте Ишимбайского района

Согласно закону «О границах, статусе и административных центрах муниципальных образований в Республике Башкортостан» имеет статус сельского поселения.

## Население
| 2002 | 2009  | 2010  | 2012  | 2013  | 2014  | 2015  |
| ---- | ----- | ----- | ----- | ----- | ----- | ----- |
| 982  | ↗1100 | ↘1092 | ↘1062 | ↗1102 | ↘1083 | ↘1049 |
| 2016 | 2017  | 2018  |       |       |       |       |
| ↘997 | ↘974  | ↘945  |       |       |       |       |

## Состав сельского поселения
| № | Населённый пункт | Тип населённого пункта       | Население |
| - | ---------------- | ---------------------------- | --------- |
| 1 | Верхотор         | село, административный центр | ↘818      |
| 2 | Ромадановка      | село                         | ↗176      |
| 3 | Кузнецовский     | хутор                        | →98       |

В 1970-е годы упразднён хутор Лашмино. В 1979 году из сельсовета был исключён выселенный хутор Тохтары. В 1987 году исключен хутор Родниковский.

## Власть
На территории сельского поселения функционируют Верхоторская СОШ, СДК, сельская библиотека, врачебная амбулатория, детский сад, ФАП в с. Ромадановка и в х. Кузнецовском, православный Храм Казанской Божьей Матери.

## Экономика и инфраструктура
Сельскохозяйственные предприятия: ООО «Агрофирма Аллагуват», КФХ «Прогресс», КФХ «Молодёжный», КФХ «Заря», КФХ «Надежда».
Работает частная пилорама в с. Верхотор.